# فطر متخفي
فطر متخفي أو فطر مختبئ (الاسم العلمي: Cryptomyces)،هو جنس من الفطريات المجهرية من فصيلة فطريات متخفية. كشفت عمليات البحث التي أجريت في جميع أنحاء أوروبا عن هذه الفطريات منذ عام 2000 في مواقع تقع جنوب غرب ويلز وسلوفاكيا وشمال السويد فقط.